# おはようクジラ
『おはようクジラ』は、TBS系列で1996年6月3日から1999年3月26日までにかけて生放送された朝の報道・情報番組である。放送時刻は、平日の6時 - 8時30分（JST）。主なコーナーとして、最新の「JNNニュース」や、「クジラ共和国」などがあった。ただし、TBSなど一部系列局では5時59分から朝刊の一面を紹介するコーナー（テレビ朝日『やじうまプラス』の「朝刊一面1分勝負」に相当する枠）を放送していた。
また番組キャラクターとしてサングラスをした黄色いクジラ（その後、視聴者公募にてくじたろうと命名された。）があった。

## 番組発足の経緯
1990年10月から放送していた『ビッグモーニング』で一時的に朝の時間帯は盛り返したが、当時、20%近い視聴率を誇った『ズームイン!!朝!』（日本テレビ）全盛の時代において、その視聴率の差は大きく、番組制作手法の大幅な見直しが図られた。
『おはようクジラ』開始前、朝の番組は報道局制作の『あなたにオンタイム』→『オンタイム』（5時30分 - 6時50分）と旧社会情報局制作の『ザ・フレッシュ!』→『フレッシュ!』 （6時50分 - 8時30分） があったが、これを一本化し報道局制作の『おはようクジラ』をスタートさせた。

## 番組開始から終了まで
番組開始時には系列各局を巻き込んで大がかりな宣伝も行われたが、朝番組は視聴習慣がかなり根付いており、それをなかなか崩すことができなかった。
コーナー時間の入れ替えや改廃が少しずつ行われていったものの、各コーナーの開始時間が視聴者の生活リズムと結びつくという基本を無視したことから視聴率はなかなか好転せず、メインキャスターの交替を含むリニューアルを行うも功を奏さず、番組開始から2年9か月後の1999年3月26日に終了した。

## 出演者

### 総合司会
| 期間      | 期間      | 総合司会 | 総合司会 |
| 期間      | 期間      | 男性     | 女性     |
| --------- | --------- | -------- | -------- |
| 1996.6.3  | 1998.3.27 | 渡辺正行 | 中井亜希 |
| 1998.3.30 | 1998.9.25 | 青島健太 | 中井亜希 |
| 1998.9.28 | 1999.3.26 | 青島健太 | 小倉弘子 |

### 各局担当キャスター
番組の終了以降も、各局のキャスター同士がラジオ番組などで共演したり、総合司会と親睦を深めたりと「クジラ仲間」としてのキャスター交流は深いものとなっている。
| 地区          | 放送局                   | 担当キャスター                                                                                 |
| ------------- | ------------------------ | ---------------------------------------------------------------------------------------------- |
| 関東広域圏    | TBSテレビ(TBS)           | 小林豊・秋沢淳子・小島慶子・堀井美香                                                           |
| 北海道        | 北海道放送 (HBC)         | 近藤肇（番組内では「近藤はじめ」表記。）→小川和幸                                              |
| 青森県        | 青森テレビ (ATV)         | 野島直子→山口亜紀                                                                              |
| 岩手県        | IBC岩手放送 (IBC)        | 吉田久美子→風見好栄→江幡平三郎                                                                 |
| 宮城県        | 東北放送 (TBC)           | 石川太郎・澤知香（当初は石川単独だったが、のちに澤も加わる。）                                 |
| 山形県        | テレビユー山形 (TUY)     | 松田明子→土屋真紀                                                                              |
| 福島県        | テレビユー福島 (TUF)     | 外岡いつ美→杉本栄美→水津邦治                                                                   |
| 山梨県        | テレビ山梨 (UTY)         | 阿部育子                                                                                       |
| 新潟県        | 新潟放送 (BSN)           | 近藤丈靖→新保真徳                                                                              |
| 長野県        | 信越放送 (SBC)           | 奥山香菜子→小林万利子                                                                          |
| 静岡県        | 静岡放送 (SBS)           | 橋本奈都江・吉田幸真                                                                           |
| 富山県        | チューリップテレビ (TUT) | 荒木幸子                                                                                       |
| 石川県        | 北陸放送 (MRO)           | 角野達洋・寺林亜希子                                                                           |
| 中京広域圏    | 中部日本放送 (CBC)       | 阿部恵・大園康志→中橋かおり 「プロ野球応援バトル」では別途久野誠・塩見啓一・伊藤敦基が加わる。 |
| 近畿広域圏    | 毎日放送 (MBS)           | 古川圭子・来栖正之→古川圭子・西靖                                                              |
| 島根県 鳥取県 | 山陰放送 (BSS)           | 谷口篤史・和田季子                                                                             |
| 広島県        | 中国放送 (RCC)           | 横山雄二【渡辺正行夏期休業時代理】・桑原しおり・宗像総一郎                                     |
| 山口県        | テレビ山口 (TYS)         | 伊賀ゆきひろ→小野礼子                                                                          |
| 岡山県 香川県 | 山陽放送 (RSK)           | 竹井由美・本田祐美・横須賀伸一→笹岡ありさ・森下真由美                                          |
| 愛媛県        | あいテレビ (ITV)         | 増原千夏→横川昌美→平繁かなえ                                                                   |
| 高知県        | テレビ高知 (KUTV)        | 山本祐輔→児玉真紀                                                                              |
| 福岡県        | RKB毎日放送 (RKB)        | 茅野正昌・斉藤絹子【中井亜希夏期休業時代理】→服部義夫・田中みずき→桜井浩二・本庄麻里子         |
| 長崎県        | 長崎放送 (NBC)           | 林田繁和→熊切秀昭                                                                              |
| 大分県        | 大分放送 (OBS)           | 工藤洋史→工藤真由美                                                                            |
| 熊本県        | 熊本放送 (RKK)           | 宮脇利充→木村和也                                                                              |
| 宮崎県        | 宮崎放送 (MRT)           | 梅垣博子                                                                                       |
| 鹿児島県      | 南日本放送 (MBC)         | 丸山隆之→菅谷朋代                                                                              |
| 沖縄県        | 琉球放送 (RBC)           | 比嘉京子→宮城麻里子                                                                            |

### スポーツキャスター
- 1996年6月 - 1997年3月：松宮一彦（当時TBSアナウンサー）、角盈男
- 1997年4月 - 1999年3月：小川知子（当時TBSアナウンサー）、岡崎郁

### ニュースキャスター
- 有村かおり（当時TBSアナウンサー）
- 岡田泰典（当時TBSアナウンサー、番組開始から）
- 小笠原保子（当時TBSアナウンサー、有村後任）

### お天気キャスター
- 戸田恵美子（当時TBSアナウンサー） - 1997年4月から金曜日の『お天気クジラ』と兼務。
- 杉江勇次 - 水曜日・木曜日の『お天気クジラ』と兼務。1997年10月からは『JNNニュース1130』も兼務。

### ニュースコメンテーター

#### 渡辺正行総合司会在籍時
- 諸星裕（「朝刊読み比べ」時代）
- 水野順右（当時毎日新聞編集委員）

#### 青島健太総合司会在籍時
- 小川和久
- 岸井成格（当時毎日新聞編集委員）

## タイムテーブル
|       | 1996年6月当時 | 1997年1月当時 |
| ----- | --- | --- |
| 6時台 | オープニング・天気リレー 朝イチ報道局 朝da垂れ幕 朝刊読み比べ 天気・エリア情報 ニュース早起き解説員 全国リレー あさいちスポーツ局 早送り24 それって超ユーメー!? 天気・エリア情報 | オープニング・天気リレー JNNニュース 朝刊読み比べ 天気・エリア情報 朝イチスポーツ局 スポーツ朝刊読み比べ 元気リレー おはようプレジデント ニュース気になるランキング それって超ユーメー!? 天気・エリア情報 新着情報 |
| 7時台 | ニュースリレー日本丸（第1部） 天気・エリア情報 プロ野球応援バトル ニュースの現場 エリア情報 クジラ共和国 ニュースリレー日本丸（第2部） エリア情報                                | 天気リレー エリア情報 ニュース（全国・地域・スポーツ紙より） プロ野球情報 エリア情報 今日の特集 クジラ通信 クジラ共和国 クジラ総合研究所                                                                           |
| 8時台 | ふるさとニュース特急便 3分間一流講座 100m探検隊 全国リレー・エンディング | エリア情報 にっぽんWALKER 達人の証明 「完全なる」天気 全国リレー・エンディング |

## 主なコーナー
番組初期の頃、一部コーナーではBGMとしてビートルズの曲がインストゥルメンタルとして流れていた。
※< >内は流れていた曲名
- 朝刊（あさかん）読み比べ

放送当日に関東地方で発行された朝刊（東京本社発行分の最終版）から主な記事を、コメンテーターの解説を交えながら紹介したコーナー。
- 朝イチスポーツ局  <バック・イン・ザ・U.S.S.R.>

前日に行われたプロ野球などの試合結果をVTRを交えて伝えるコーナー。同コーナー進行役の松宮と角は「カドマツコンビ」と呼称されていた。
- 早送り24

放送前日の午前0時から24時間以内に発生した事件や話題などを、ニュースボード2列分の項目にまとめたうえで、時系列に沿って全項目を8分間で紹介したコーナー。
- ニュース早起き解説員

TBS報道局の「解説員」（生井俊重など当時の解説委員）が、専門分野のニュースを解説するコーナー。
- それって超ユーメー!?

巷で話題の言葉や物を深掘りするコーナー。
- エリア情報  <プリーズ・プリーズ・ミー>

ネット各局のローカル枠（天気予報など）の総称。本番組終了後も現在の『THE TIME,』に至るまでローカル枠は「エリア情報」の名称が使われている。
- ニュースリレー日本丸

全国（TBS発）→ローカル（ネット各局発）の順に最新のニュースを7:00前後と7:50前後に伝えるコーナー。
- プロ野球応援バトル  <キャント・バイ・ミー・ラヴ>

プロ野球の最新情報（試合結果など）を伝えるコーナー。各球団の情報は、各局キャスターと専属野球解説者が一緒になって情報を伝えており、基本的にCBCは中日、RCCは広島と地元球団を担当するのが慣例となっているが、MBSは阪神（セ・リーグ）とオリックス（ブルーウェーブ時代）（パ・リーグ）をリーグを跨いで掛け持ちで担当していた。
また、中日担当の久野誠（CBC）がオートクチュールのタキシード（ドラゴンズブルー）を着て登場するのが名物だった。
- クジラ共和国  <エイト・デイズ・ア・ウィーク、涙の乗車券、ハロー・グッドバイ、フール・オン・ザ・ヒル、ペニー・レイン>

毎日テーマを設定して、全国3ヶ所から中継・紹介するコーナー。中継場所が放送対象地域に当たるTBSやネット各局のアナウンサー（詳細前述）が、「エリア担当キャスター」として代々リポーターを務めた。
- ふるさとニュース特急便

全国2ヶ所から面白い話題や地域密着のニュースを紹介するコーナー。
- 3分間一流講座  <オクトパス・ガーデン>

「これを見れば3分間で一流になれる」をコンセプトに、曜日ごとにテーマを変えながら、専門家がVTRで「一流になるコツ」を紹介するコーナー。
- 100m探検隊  <イエロー・サブマリン>

「毎朝、日本全国の道を100mずつ区切って放送すれば『テレビ版日本地図』が出来るのではないか。」という構想のもと、全国から1ヶ所、100mに焦点を絞って名所などを中継・紹介するコーナー。
- そりゃ!もう!一大事 （青島担当時のみ）

全国から1ヶ所、「一大事」と捉えられる話題をVTRで紹介するコーナー。
- それって超ジョーシキ!
- みんなDEチェック!
- あさいちまる得200秒 （小倉担当時のみ）

## 『おはようクジラ』とTBSビデオ問題
番組開始のこの時期（1996年）は、オウム真理教が関与したTBSビデオ問題による同局の社会情報局（情報番組、ワイドショー番組の制作部門）の解体、および組織変更があった。これにより前番組『フレッシュ!』の終了と同じ日に、午後のワイドショー『スーパーワイド』が終了しているが、おはようクジラの開始についてはこれら一連の流れとは直接的には関係ない。
TBSビデオ問題の発覚よりも前から、TBSは視聴率が伸び悩む朝番組の強化を目指し、報道局を中心とした特別プロジェクトチームを立ち上げており、この番組の開始につながっている。

## スタジオ
外が見え、且つ路上に面したスタジオを設置した。このスタジオはTBS敷地内の赤坂通り沿いに新たに開店したカフェレストラン「メゾン・ド・アンシー」を使用していたが、予定では番組開始時からこの場所を使用する事になっていた。しかし建物が完成しておらず（当初からオープンスタジオとしての使用も念頭に建物建設が行われていた）、レストラン自体も開業していなかったため、TBSの旧本館・ラジオ局舎（番組開始時点で「赤坂メディアビル」へ名称変更）1階に「サテスタ」と称したガラス張りのスペースを設置、ここから放送を行った（なお関係者間では「仮設スタジオ」や「仮設」と呼ばれていたが、1995年1月の阪神・淡路大震災なども考慮（仮設住宅を連想させるため）し、外部向けには「仮設」という表現を用いなかった）。
番組開始数か月後に、カフェレストラン「メゾン・ド・アンシー」の建物が完成し、（開店前の時間帯に）スタジオとしての使用を開始した。こちらは（関係者間も一般向けにも）通称「カフェスタ」と呼ばれていた。
しかし番組終了後、後番組の『エクスプレス』は放送センター内のスタジオから放送される事となったため「カフェスタ」がスタジオとして機能する事は無くなり、営業を続けていたレストランもTBS本社一帯の再開発（赤坂サカス）工事のため2002年4月末に閉店し、取り壊された。
ちなみに、これら2施設に副調整室は併設されておらず、本社社屋内にあるNスタジオの副調整室（Nサブ）にてコントロールを行っていた。なお、この2つのスタジオがあった建物・施設の跡地には赤坂Bizタワーや赤坂サカスアネックスが建てられている。

## その他
- 1996年の放送開始時には渡辺・中井と全国各局のキャスターが総出演する番宣スポットが放送されていた。
- 1996年9月30日には、番組終了時に渡辺が「この後は「はなまるマーケット』（同日に本番組の後続の時間帯で開始された生活情報番組）です」と言って締め、そのまま『はなまる - 』のクロスプログラムに接続した。ただし、当時『はなまる - 』はテレビ朝日の『スーパーモーニング』をネットしていた山陰放送・宮崎放送やフジテレビの『おはよう!ナイスデイ』をネットしていたテレビ山口では非ネットだった[注 4]。
- 1997年1月10日には、日本のテレビ局の番組では初めて、西宮神社（兵庫県西宮市）から「十日戎開門神事福男選び」の生中継を実施。MBSの競馬実況アナウンサーでもある近畿地方担当キャスター（当時）の来栖が、同神社の境内で実況した。
- 1998年の長野オリンピック開催前には、日本国内を巡った聖火リレーが当日実施される都市から、担当キャスターと当地で走者を務める芸能人が出演するコーナーが連日放送された[注 5]。
- 同年のフランスW杯はNHKが独占放映権を得たが、アジア太平洋放送連合（ABU）を通じて放映権を得たため、ABUの正会員であるTBSは他の民放各社より試合映像の使用で優遇措置がとられた。そのため、他局が11時から使用可能なのに対してTBSでは『NHKニュースおはよう日本』の当時の放送終了時刻である8時13分より使用が可能となった[6]。そのため、本番組でも8時13分以降に前夜に開催された試合のハイライトを伝えるコーナーが設けられた。
- 番組最終週にはTBS本社近くの赤坂メディアビルの一室を借りてドミノ倒しを行う企画を行った。ちなみに、当企画は、｢クジラ総合研究所｣で放送された。尚、並べたドミノの数は5万9630個だが、その数は番組終わりにちなみ｢ご苦労さん｣の意味合いや番組最終日である1999年3月26日（金曜日）でコーナー開始から596回目を迎えた事が関係している。
- 本番組を担当していた放送作家（番組構成担当）の高橋秀樹は、本番組の失敗の責任を取る形で同局同時間帯の番組から降板した[7]。